# خربة المنارة (حيفا)
خربة المنارة إحدى قُرى فلسطين المُهَجّرَة بعد حرب 1948. كانت تقع جنوب مدينة حيفا على بعد 19كم منها وترتفع 50 م عن سطح البحر، منتصبة على تل ينحدر شرقاً، بالقرب من الطريق العام الساحلي، وكان إلى الجنوب من القرية واد ينحدر في اتجاه الغرب. كانت خربة المنارة تشرف غرباً على البحر الأبيض المتوسط، من مسافة كيلومترين. احتلت القرية في أواخر مايو 1948، وقد استخدمت بعض أراضي القرية لإنشاء مستعمرة «عوفر» سنة 1950، وبنيت على أجزاء أخرى من أراضيها مدرسة لمستوطنات مجاورة.

## التسمية
سُميت المنارة بهذا الاسم لعلو ارتفاعها وقربها من البحر، في عهد الانتداب البريطاني صُنفت مزرعة بحسب معجم فلسطين الجغرافي المفهرس.

## سقوط الخربة
تاريخ احتلال خربة المنارة غير معروف على وجه الدقة، ومع تفحص سقوط القرى المجاورة، تم التوصل لتاريخ سقوط تقريبي. بعد احتلال المنطقة الساحلية بقيت القرى المجاورة لخربة المنارة، قرى المثلث الصغير (جبع، عين غزال،  إجزم) صامدة حتى يوليو 1948. تقع خربة المنارة على طرف هذا المثلث، جنوبي جبع وشمالي عين غزال، ومن الممكن انها قاومت مثل جاراتها، ولكن من الأرجح انها احتلت في وقت أبكر والتقديرات تشير إلى أنها احتُلت في شهر مايو 1948، بعد سقوط جارتها الطنطورة، التي كانت آخر القرى التي احتُلت على الساحل الفلسطيني الشمالي.

## بقية الخربة
جزء من بقية الخربة بُنيت على أنقاضه مدرسة مناطقية، وهذا الجزء مُسيج وفيه بقايا منزل من منازل الخربة تحيط به مجموعة من أشجار السرو. وخارج المنطقة المسيجة ثمة بقية أربعة منازل حجرية، وثمة أنقاض منزلين في الجزء الجنوبي، وثمة بقية منزل يقع إلى جانب بئر خربة المنارة.

## وصلات خارجية
- موقع فلسطين في الذاكرة نسخة محفوظة 27 مارس 2019 على موقع واي باك مشين.